# Das Literarische Quartett
Das Literarische Quartett ist eine Literatursendung des Zweiten Deutschen Fernsehens, bis 2001 koproduziert vom ORF. Ursprünglich von Dieter Schwarzenau und Johannes Willms konzipiert, wurde sie vom 25. März 1988 – zunächst im Rahmen des Kulturmagazins Aspekte – bis 14. Dezember 2001 ausgestrahlt. Im Rahmen der Sendung besprach ein Quartett von Literaturkritikern aktuelle Buchveröffentlichungen. Regelmäßige Teilnehmer waren Marcel Reich-Ranicki, Hellmuth Karasek und Sigrid Löffler sowie über kürzere Zeiträume Jürgen Busche, Klara Obermüller und Iris Radisch. Insgesamt gab es 70 Gäste und 385 Buchbesprechungen.
Seit 2. Oktober 2015 wurde die Sendung mit Volker Weidermann und Christine Westermann (bis Dezember 2019) sowie mit Maxim Biller (bis Dezember 2016) und Thea Dorn (seit März 2017) und einem jeweils wechselnden Gastkritiker fortgeführt. Seit März 2020 ist Thea Dorn Gastgeberin des Literarischen Quartetts und empfängt jeweils drei Gäste.

## Ursprüngliches Format
Die Fernsehredakteure Schwarzenau und Willms besuchten im Sommer 1987 Marcel Reich-Ranicki, um ihn zu fragen, ob er eine regelmäßige Literatursendung im ZDF präsentieren würde. Dabei überhörten sie sein „Nein“ und fragten, wie denn solch eine Sendereihe aussehen müsse. Mit seiner TV-Erfahrung stellte Reich-Ranicki daraufhin solche Bedingungen, die eine Sendeanstalt nur ungern erfüllen würde. Es sollten eine Sendung 60 Minuten, besser noch 75 Minuten dauern; außer Reich-Ranicki nur drei weitere Gäste, auf keinen Fall mehr vorkommen; Reich-Ranicki die Sendung leiten und gleichzeitig Diskutant sein sowie auf jedwede Film- oder Bildeinblendung verzichtet werden. Ein visuelles Medium akzeptierte Letzteres besonders ungern, die beiden Redakteure stimmten den Vorschlägen dennoch zu. Im weiteren Verlauf setzte Reich-Ranicki zudem durch, dass nichts vorgelesen und keine Notizen verwendet werden durften.
Das Literarische Quartett bestand zu Anfang aus Marcel Reich-Ranicki, Hellmuth Karasek, Sigrid Löffler und Jürgen Busche. Letzterer verließ nach sechs Folgen das Quartett und fand in Klara Obermüller einen Ersatz, ab 1990 wechselte der vierte Teilnehmer zu jeder Sendung.

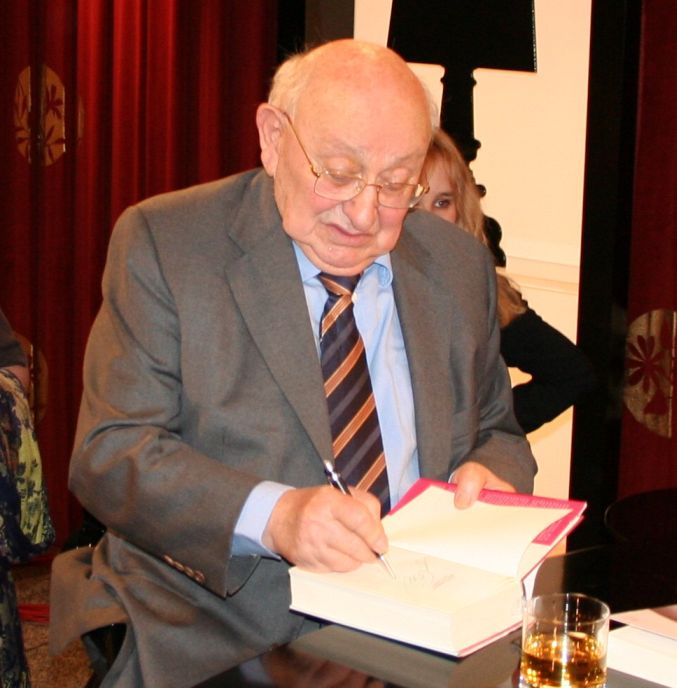
Marcel Reich-Ranicki (2009)
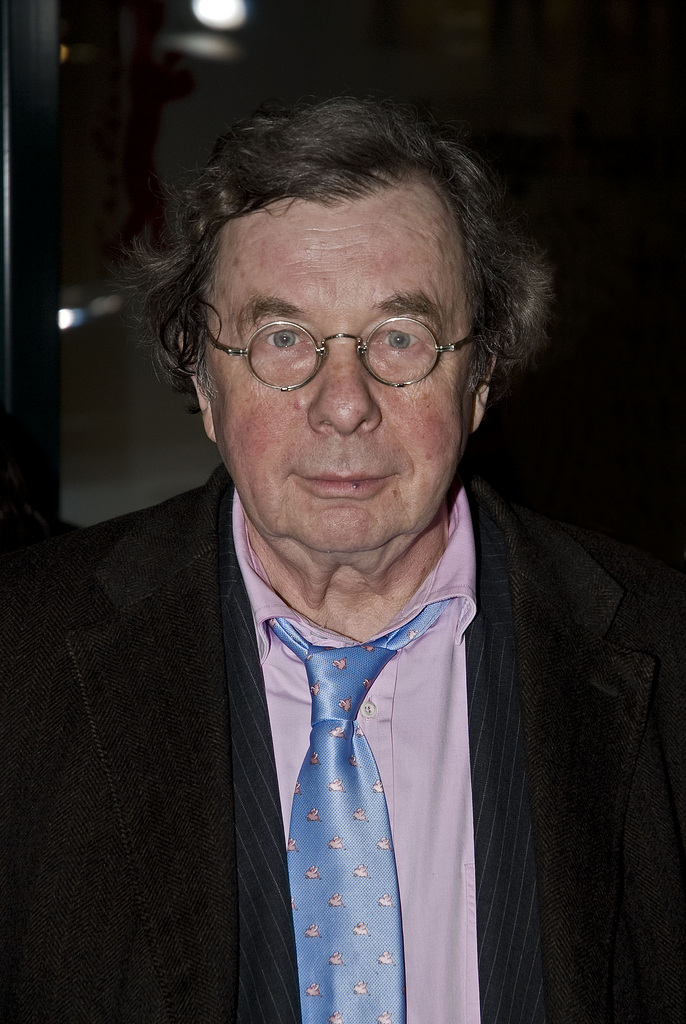
Hellmuth Karasek (2008)
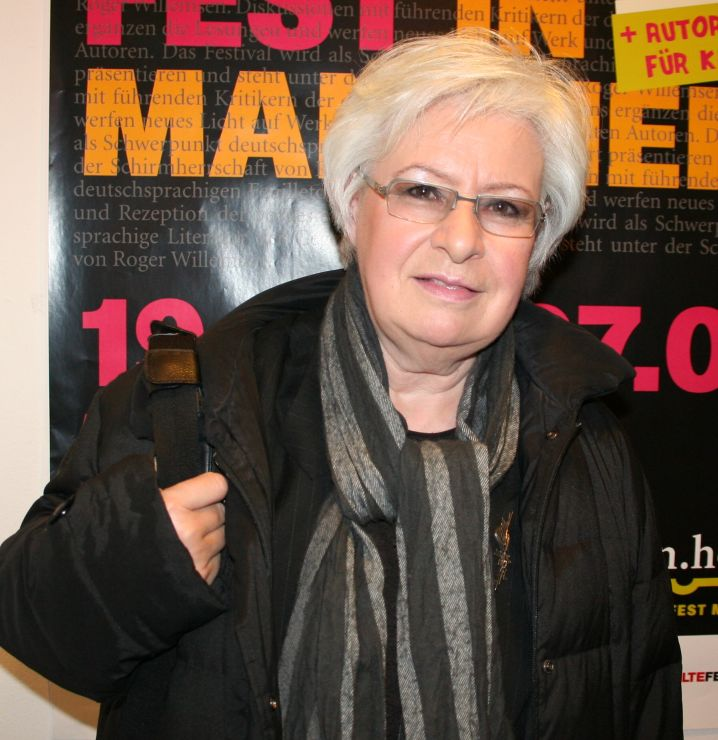
Sigrid Löffler (2009)

Nach der Sendung vom Juni 2000 gab Sigrid Löffler bekannt, dass sie die Sendereihe verlassen werde, nachdem ihr Reich-Ranicki bei der Besprechung des Buches Gefährliche Geliebte von Haruki Murakami vorgeworfen hatte, sich immer über die Besprechung von Liebesromanen zu beschweren, und erklärt hatte, sie betrachte Liebe als etwas „anstößig Unanständiges“. Noch in der Sendung wies Löffler dies als „persönliche Unterstellung“ zurück, wobei sie Reich-Ranicki vorher selbst zur Last gelegt hatte, er würde sich altersbedingt an den erotischen Szenen des Romans „ergötzen“. Ihre Nachfolgerin wurde die Zeit-Redakteurin Iris Radisch.
Neben dem Grundkonzept der Sendung stammte auch die Idee zur Titelmelodie von Reich-Ranicki, es handelte sich um das Finale von Beethovens Rasumowsky-Quartett (op. 59 Nr. 3). Er beendete die Sendung immer mit dem Brecht-Zitat „Und so sehen wir betroffen / Den Vorhang zu und alle Fragen offen“, einer Abwandlung von „Wir stehen selbst enttäuscht und sehn betroffen / Den Vorhang zu und alle Fragen offen“ (aus Der gute Mensch von Sezuan).
Die Sendung lebte wesentlich von den Redebeiträgen Reich-Ranickis, der durch seine teilweise cholerische Art und seine oft vernichtenden Verrisse auch für Lacher im Publikum sorgte. In einer Untersuchung ermittelte Miriam Kuhl für Reich-Ranicki einen Redezeitanteil von 50 %, Löffler erhielt 30 %, Karasek 20 % und der Gast nur 10 %. Sigrid Löffler schrieb nach ihrem Ausstieg in ihrer Zeitschrift Literaturen: „Im Falle Reich-Ranickis war das Fernsehen als Eitelkeitsmaschine seines Daseins Glück und Unglück. Es hat den Kritiker Reich-Ranicki zugleich unerhört popularisiert und beschädigt. Er ist heute prominenter als die meisten Autoren und Bücher, über die er sich äußert.“
Im Gegensatz zu herkömmlichen Literaturmagazinen wurden beim Literarischen Quartett statt möglichst objektiver Informationen in erster Linie die Leseerfahrungen der Kritiker präsentiert, und zwar auch in stark apodiktischer Form. Dabei machten die unterschiedlichen Meinungen und eine kontroverse, zumeist von Reich-Ranicki dominierte Diskussion den besonderen Reiz der Sendung aus. Besonderen Wert legte Reich-Ranicki auf Klarheit und Deutlichkeit in der Kritik: „Wir werden über Bücher sprechen, und zwar, wie wir immer sprechen: liebevoll und etwas gemein, gütig und vielleicht ein bisschen bösartig, aber auf jeden Fall sehr klar und deutlich. Denn die Deutlichkeit ist die Höflichkeit der Kritik, der Kritiker.“ Dabei nahm er Vereinfachungen und Oberflächlichkeit der literarischen Analysen billigend in Kauf: „Gibt es im ‚Quartett‘ ordentliche Analysen literarischer Werke? Nein, niemals. Wird hier vereinfacht? Unentwegt. Ist das Ergebnis oberflächlich? Es ist sogar sehr oberflächlich.“ Für ihr neuartiges Konzept der Literaturvermittlung wurde die Sendung 1991 mit dem Bayerischen Fernsehpreis ausgezeichnet. Reich-Ranicki erhielt für die Präsentation der Sendung 1989 den Bambi-Kulturpreis.
Das Literarische Quartett wurde nach unterschiedlichen Quellen im Durchschnitt von 700.000 bis 900.000 Zuschauern gesehen. Einzelne Sendungen erreichten bis zu 1,5 Millionen Zuschauer. Die Präsentation eines Buches in der Sendung führte häufig zu einem starken Anstieg der Verkaufszahlen, unabhängig davon, ob es gut oder schlecht besprochen wurde. Eine kontroverse Diskussion erwies sich sogar als besonders verkaufsfördernd. Die Gegenüberstellung von Startauflage und verkauften Exemplaren einen Monat nach der Fernsehausstrahlung zeigt etwa einen massiven Anstieg der Verkaufszahlen bei Javier Marías’ Mein Herz so weiß (5.000 auf 115.000 Exemplare), Viktor Klemperers Tagebüchern von 1933 bis 1945 (10.000 auf 96.000 Exemplare) und Louis Begleys Lügen in Zeiten des Krieges (8.600 auf 44.000 Exemplare).

## Neuauflage

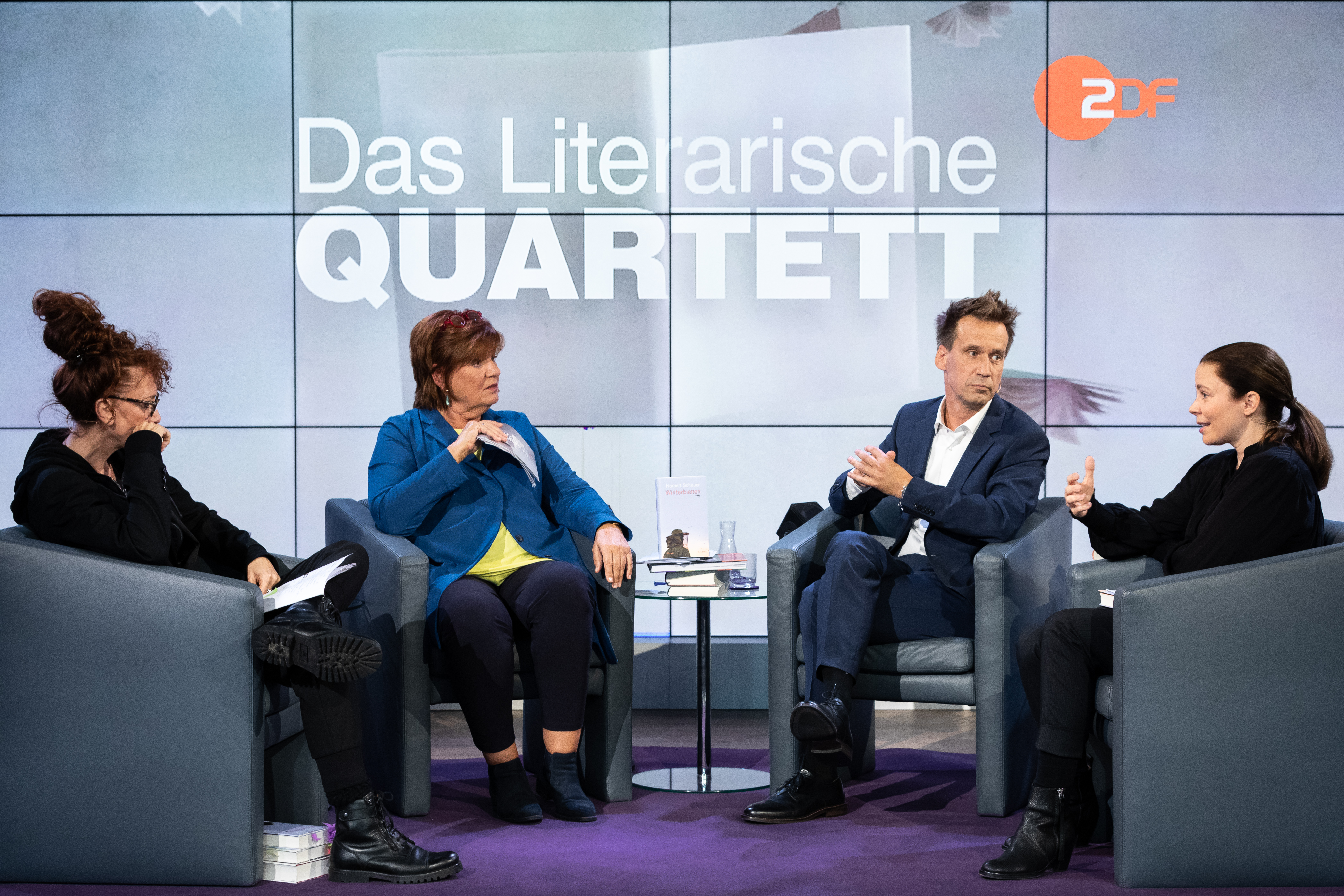
Das Literarische Quartett auf der Frankfurter Buchmesse 2019

Im Jahr 2015 plante das ZDF eine Neuauflage und fragte Harald Schmidt, ob er die Sendung präsentieren würde. Er zeigte sich von der Idee angetan, lehnte aber nach längerem Überlegen ab.
Das Kritikerquartett setzte sich daraufhin zusammen aus Volker Weidermann, Christine Westermann (bis Dezember 2019) und Thea Dorn (seit März 2017) sowie einem wechselnden Gastkritiker. Die Gesprächsrunden werden sechsmal im Jahr kurz vor der Ausstrahlung live on tape im Spiegelfoyer des Berliner Ensembles aufgezeichnet und freitags um 23 Uhr gesendet, die erste Ausgabe am 2. Oktober 2015.  Die Produktion kostet laut ZDF ca. 80.000 Euro. Von 2015 bis zum Dezember 2016 gehörte Maxim Biller zum Quartett. Am 23. Oktober 2019 teilte das ZDF mit, dass Volker Weidermann nach vier Jahren die Sendung zum Jahresende verlassen werde. Weidermann wolle sich wieder auf das Schreiben, die Arbeit als Literaturkritiker beim Spiegel und als Buchautor konzentrieren. Am 25. Oktober 2019 gab der Sender bekannt, dass auch Christine Westermann die Sendung verlassen werde. Die letzte Ausgabe in dieser Besetzung wurde am 6. Dezember 2019 mit Gast Matthias Brandt ausgestrahlt.

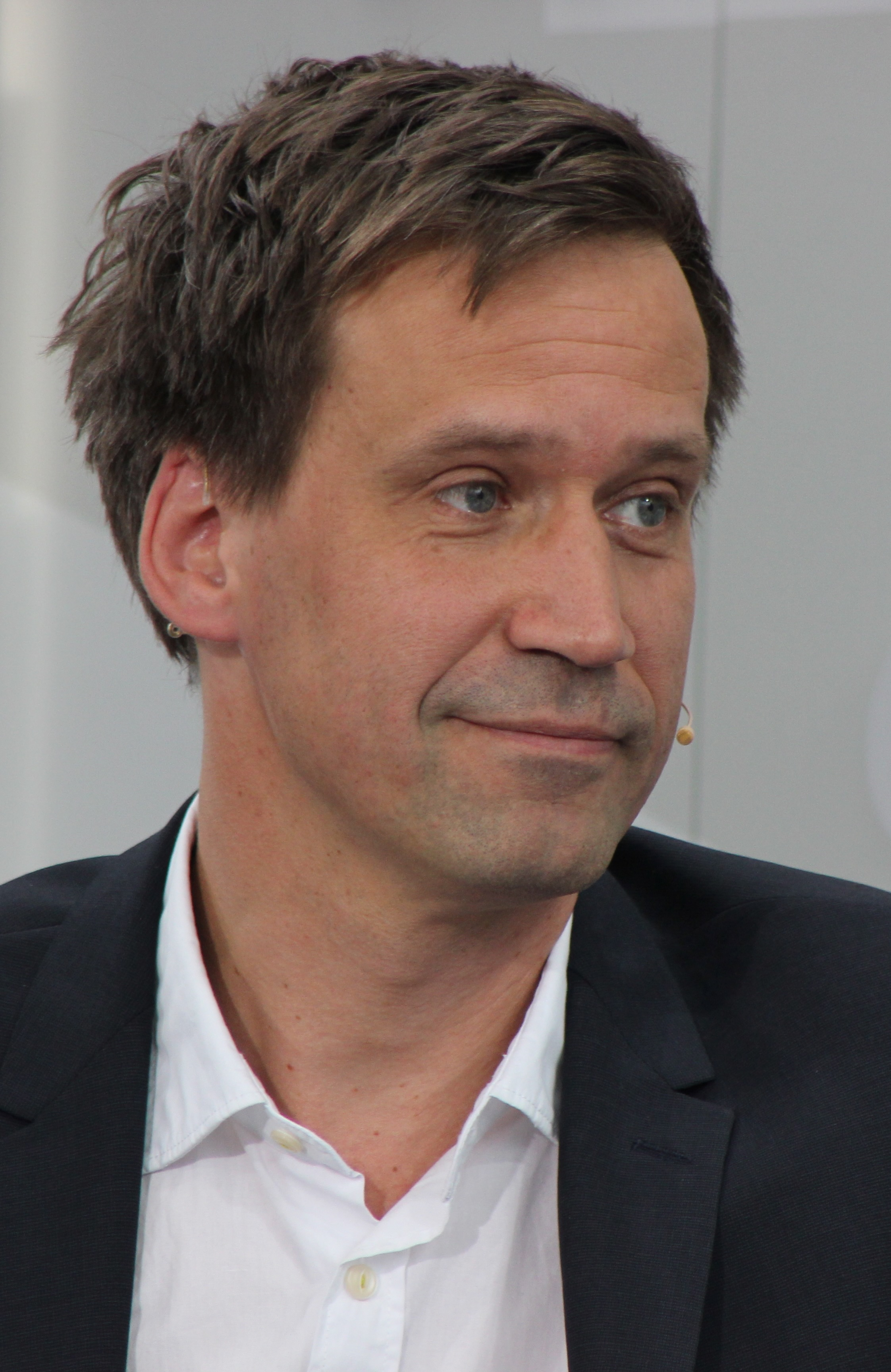
Volker Weidermann
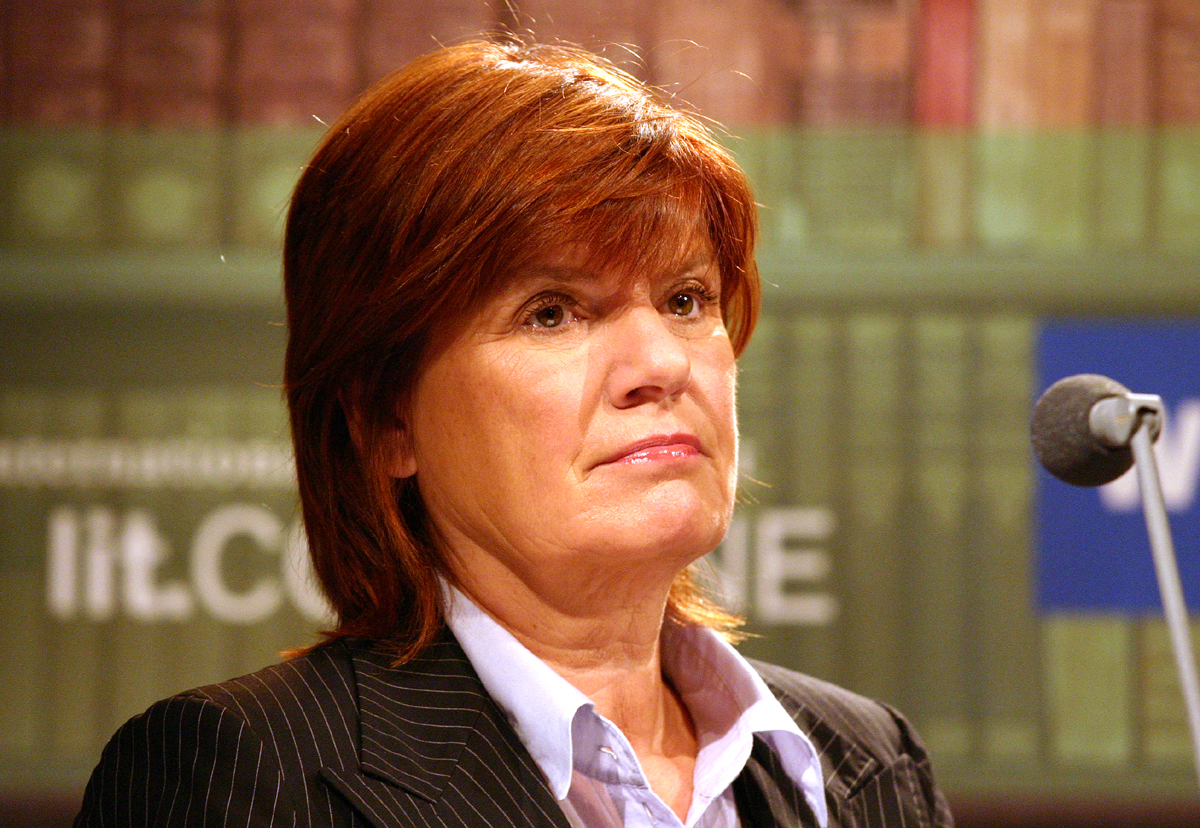
Christine Westermann
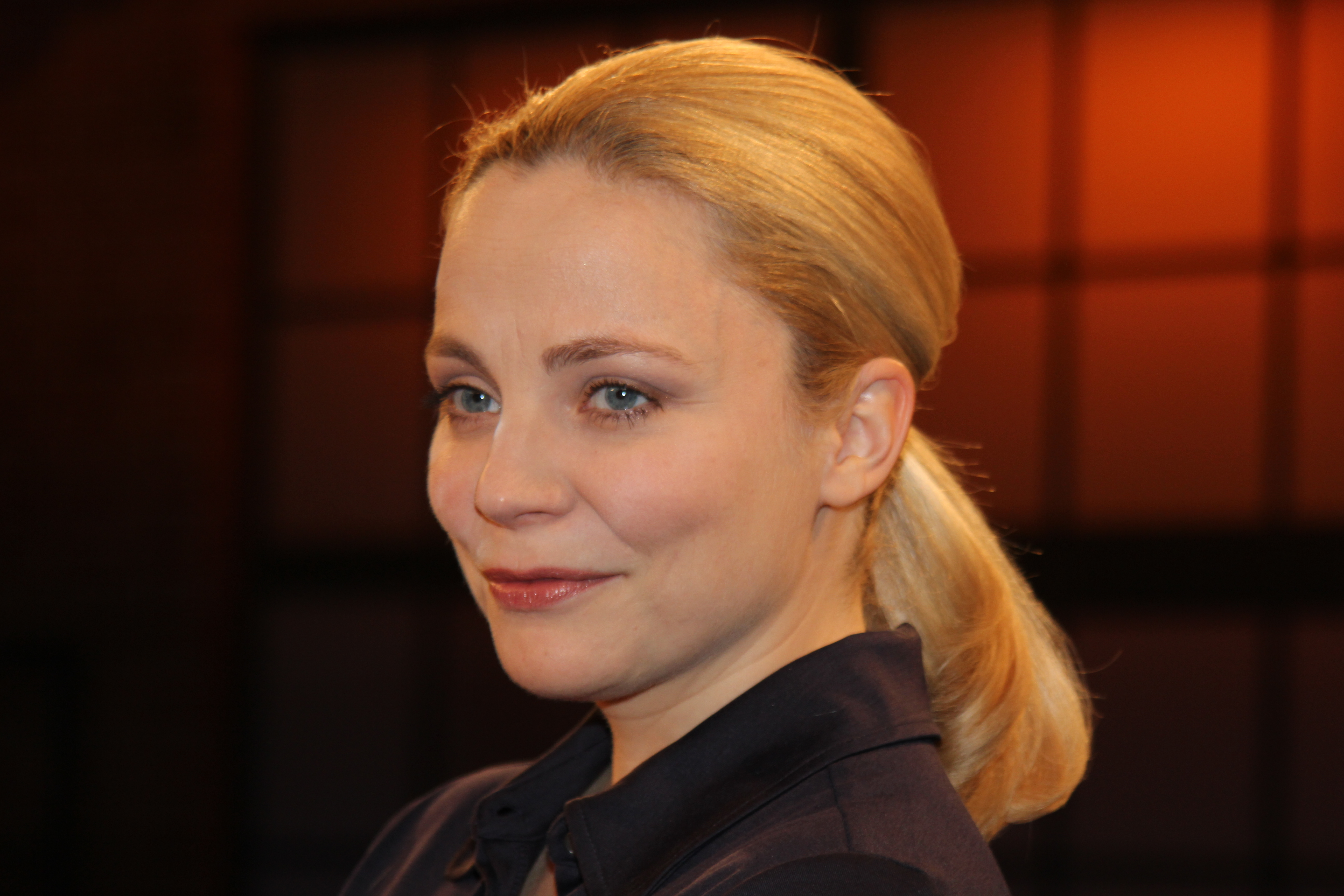
Thea Dorn

Seit März 2020 wird das Literarische Quartett von Thea Dorn moderiert, die jeweils drei wechselnde Gäste einlädt. Statt der klassischen „Kritikerrunde“ soll explizit ein monatlich mit drei literaturaffinen öffentlichen Personen neu besetzter „gesellschaftlicher Salon“ stattfinden.

## Ähnliche Literatursendungen
Das Fernsehformat Das Literarische Quartett fand mehrere Nachahmer. Zu den bekannteren gehören der Literaturclub des SRF sowie das lesenswert-Quartett des SWR Fernsehens, in dem Ijoma Mangold, Felicitas von Lovenberg (bis 2017), danach Insa Wilke, und Denis Scheck viermal jährlich mit einem Literaturkritiker-Gast 60 Minuten lang über Neuerscheinungen diskutieren. Diese Sendung wird in Mainz aufgezeichnet.

## Episodenliste

### Ursprüngliches Format (1988–2001)
| Folge | Datum              | Sendeort                                      | Gast                     | Besprochene Bücher |
| ----- | ------------------ | --------------------------------------------- | ------------------------ | --- |
| 01    | 25. März 1988      | Hamburg                                       |                          | Diskussion zum Einfluss der 68er-Bewegung auf die Literatur Andrzej Szczypiorski: Die schöne Frau Seidenman Bohumil Hrabal: Ich habe den englischen König bedient Ulla Hahn: Unerhörte Nähe (vorgetragen das Gedicht „Spürest du“)                                  |
| 02    | 3. Juni 1988       | Hamburg                                       |                          | Umberto Eco: Der Name der Rose Werner Mittenzwei: Das Leben des Bertolt Brecht Hans Peter Duerr: Nacktheit und Scham |
| 03    | 30. September 1988 | Hamburg                                       |                          | Günter Grass: Zunge zeigen Martin Walser: Jagd Christoph Ransmayr: Die letzte Welt |
| 04    | 16. Dezember 1988  | Hamburg                                       |                          | Diskussion über das Verlagswesen und den Literaturbetrieb im Allgemeinen |
| 05    | 10. März 1989      | München                                       |                          | Bewertung der Fatwa gegen Salman Rushdie und Würdigung der verstorbenen Schriftsteller Thomas Bernhard und Hermann Burger Elfriede Jelinek: Lust Kenneth S. Lynn: Hemingway. Eine Biographie                                                                        |
| 06    | 16. Juni 1989      | München                                       |                          | Anna Seghers: Das siebte Kreuz Arnold Zweig: Das Beil von Wandsbek Klaus Mann: Mephisto Thomas Mann: Doktor Faustus Wolfgang Koeppen: Der Tod in Rom Alfred Andersch: Sansibar oder der letzte Grund                                                                |
| 07    | 12. Oktober 1989   | Salzburg                                      |                          | Friedrich Dürrenmatt: Durcheinandertal Manfred Bieler: Still wie die Nacht Peter Handke: Versuch über die Müdigkeit Botho Strauß: Fragmente der Undeutlichkeit Vladimir Nabokov: Lolita und Gesammelte Erzählungen Hilde Spiel: Die hellen und die finsteren Zeiten |
| 08    | 30. November 1989  | Salzburg                                      |                          | Diskussion zur aktuellen Lage der DDR-Literatur Thomas Hürlimann: Das Gartenhaus Peter von Matt: Liebesverrat Thomas Mann: Tagebücher 1946–1948 Irene Dische: Fromme Lügen                                                                                          |
| 09    | 12. Februar 1990   | Berlin                                        | Jurek Becker             | Diskussion zur Situation und zum Verhalten der DDR-Schriftsteller vor und nach der Wende Umberto Eco: Das Foucaultsche Pendel Sten Nadolny: Selim oder Die Gabe der Rede                                                                                            |
| 10    | 14. Mai 1990       | Berlin                                        | Rolf Hochhuth            | Diskussion zum Thema Engagierte Literatur Arthur Schnitzler: Tagebücher 1893–1902 Marquis de Sade: Die Philosophie im Boudoir und Justine John Updike: Spring doch!                                                                                                 |
| 11    | 1. Oktober 1990    | München                                       | Carola Stern             | Ludwig Harig: Weh dem, der aus der Reihe tanzt Peter Handke: Versuch über die Jukebox Bodo Kirchhoff: Infanta Johannes Mario Simmel: Im Frühling singt zum letzten Mal die Lerche                                                                                   |
| 12    | 10. Dezember 1990  | Österreichische Nationalbibliothek, Wien      | Monika Maron             | Milan Kundera: Die Unsterblichkeit Hanif Kureishi: Der Buddha aus der Vorstadt Gert Hofmann: Der Kinoerzähler Josef Winkler: Friedhof der bitteren Orangen |
| 13    | 18. Februar 1991   | Berlin                                        | Peter Wapnewski          | Nadine Gordimer: Die Geschichte meines Sohnes Harold Brodkey: Unschuld David Grossman: Stichwort: Liebe Primo Levi: Die Untergegangenen und die Geretteten Bobbie Ann Mason: Liebesleben                                                                            |
| 14    | 6. Mai 1991        | Gut Altenhof bei Eckernförde                  | Peter Demetz             | Max Frisch: Homo faber Saul Bellow: Ein Diebstahl Klaus Mann: Tagebücher Friedrich Christian Delius: Die Birnen von Ribbeck Wolfgang Hilbig: Alte Abdeckerei |
| 15    | 18. Juli 1991      | Mainz                                         | Ulrich Greiner           | Undine Gruenter: Nachtblind Georges-Arthur Goldschmidt: Die Absonderung Friedrich Dürrenmatt: Kriminalromane Wjatscheslaw Pjezuch: Die neue Moskauer Philosophie Jakob Arjouni: Ein Mann, ein Mord                                                                  |
| 16    | 10. Oktober 1991   | Frankfurt am Main                             | Peter von Matt           | Martin Walser: Die Verteidigung der Kindheit Hermann Kant: Abspann Tilman Spengler: Lenins Hirn Cees Nooteboom: Die folgende Geschichte Peter Handke: Versuch über den geglückten Tag                                                                               |
| 17    | 9. Dezember 1991   | Café Central, Wien                            | Karin Kathrein           | Ralf Rothmann: Stier Richard Ellmann: Oscar Wilde György Konrád: Melinda und Dragoman Monika Maron: Stille Zeile Sechs Wolf Biermann: Alle Lieder |
| 18    | 5. März 1992       | Düsseldorf                                    | Werner Fuld              | Günter de Bruyn: Zwischenbilanz Wolf Wondratschek: Einer von der Straße Philip Roth: Mein Leben als Sohn Paul Auster: Die Musik des Zufalls Brigitte Kronauer: Schnurrer                                                                                            |
| 19    | 28. Mai 1992       | Bonn                                          | Annette Meyhöfer         | Günter Grass: Unkenrufe Ingeborg Harms: Hard drive Joyce Carol Oates: Das Rendezvous Graham Greene: Orient-Express Michael Frayn: Wie macht sie’s bloß? |
| 20    | 13. August 1992    | Salzburg                                      | Wendelin Schmidt-Dengler | Jurek Becker: Amanda herzlos Heiner Müller: Krieg ohne Schlacht Urs Widmer: Der blaue Siphon Italo Calvino: Wo Spinnen ihre Nester bauen Günther Anders: Die molussische Katakombe                                                                                  |
| 21    | 8. Oktober 1992    | Mainz                                         | Henryk M. Broder         | Heinrich Böll: Der Engel schwieg Peter Schneider: Paarungen John Updike: Rabbit in Ruhe Amos Oz: Der dritte Zustand Nicholson Baker: Vox |
| 22    | 19. November 1992  | München                                       | Iris Radisch             | Herta Müller: Der Fuchs war damals schon der Jäger Julian Barnes: Das Stachelschwein Libuše Moníková: Treibeis Christoph Geiser: Das Gefängnis der Wünsche Robert Schneider: Schlafes Bruder                                                                        |
| 23    | 14. Januar 1993    | Bonn                                          | Barbara Sichtermann      | Michail Bulgakow: Die weiße Garde David Lodge: Neueste Paradies-Nachrichten Ruth Klüger: weiter leben. Eine Jugend W. G. Sebald: Die Ausgewanderten Claude Simon: Georgica                                                                                          |
| 24    | 18. März 1993      | Mainz                                         | Helmut Koopmann          | Gabriel Garcia Márquez: Zwölf Geschichten aus der Fremde Susan Sontag: Der Liebhaber des Vulkans Philip Roth: Täuschung Jeanette Winterson: Auf den Körper geschrieben Wolfgang Hilbig: Grünes grünes Grab                                                          |
| 25    | 13. Mai 1993       | Mainz                                         | Joachim Kaiser           | A. S. Byatt: Besessen Gerhard Köpf: Papas Koffer Scott Bradfield: Die Geschichte der leuchtenden Bewegung Jean Rouaud: Die Felder der Ehre Christoph Hein: Das Napoleon-Spiel                                                                                       |
| 26    | 15. August 1993    | Salzburg                                      | Johannes Willms          | Harry Mulisch: Die Entdeckung des Himmels Cees Nooteboom: Rituale T.C. Boyle: Willkommen in Wellville Horst Stern: Klint Martin Walser: Ohne einander |
| 27    | 21. Oktober 1993   | Frankfurt am Main                             | Ruth Klüger              | V. S. Naipaul: Das Rätsel der Ankunft Michael Ondaatje: Der englische Patient Wolfgang Hilbig: Ich Norbert Gstrein: O2 Novelle Vladimir Nabokov: Die Gabe |
| 28    | 12. Dezember 1993  | Salzburg                                      | Jürgen Kolbe             | Margriet de Moor: Erst grau dann weiß dann blau Irene Dische: Ein fremdes Gefühl Aleksandar Tišma: Die Schule der Gottlosigkeit Ágota Kristóf: Die dritte Lüge Toni Morrison: Jazz                                                                                  |
| 29    | 24. Februar 1994   | Mainz                                         | Peter von Matt           | Walter Kempowski: Das Echolot Alfred Döblin: Berlin Alexanderplatz Georg Hensel: Glück gehabt Thomas Mann: Tagebücher 1951–1952 Philip Roth: Operation Shylock |
| 30    | 31. März 1994      | Mainz                                         | Verena Auffermann        | Zbigniew Herbert: Stillleben mit Kandare Peter Høeg: Fräulein Smillas Gespür für Schnee Fjodor Dostojewskij: Verbrechen und Strafe William H. Gass: Orden der Insekten Leon de Winter: Hoffmans Hunger                                                              |
| 31    | 26. Mai 1994       | Leipzig                                       | Friedrich Dieckmann      | François Weyergans: Der Boxerwahnsinn Gert Hofmann: Die kleine Stechardin Richard Ford: Verdammtes Glück Richard Ford: Der Frauenheld Per Olov Enquist: Kapitän Nemos Bibliothek Andrej Bitow: Mensch in Landschaft                                                 |
| 32    | 25. August 1994    | Salzburg                                      | Eckart Kleßmann          | Isaak Babel: Die Reiterarmee Botho Strauß: Wohnen, Dämmern, Lügen Louis Begley: Lügen in Zeiten des Krieges Klaus Modick: Der Flügel Paul Auster: Leviathan |
| 33    | 22. September 1994 | Mainz                                         | Eva Demski               | Gabriel Garcia Márquez: Von der Liebe und anderen Dämonen Margriet de Moor: Der Virtuose Vladimir Nabokov: Pnin Brigitte Kronauer: Das Taschentuch Lars Gustafsson: Die Sache mit dem Hund                                                                          |
| 34    | 15. Dezember 1994  | Schloss Schönbrunn, Wien                      | Norbert Miller           | Joseph Roth: Hiob Peter Handke: Mein Jahr in der Niemandsbucht Imre Kertész und Péter Esterházy: Eine Geschichte Cormac McCarthy: Draußen im Dunkel António Lobo Antunes: Die Leidenschaften der Seele                                                              |
| 35    | 23. Februar 1995   | Augsburg                                      | Jochen Hieber            | Josef Haslinger: Opernball Radek Knapp: Franio Robert Menasse: Schubumkehr Knut Hamsun: Mysterien Sibylle Mulot: Nachbarn |
| 36    | 20. April 1995     | Mainz                                         | Roger Willemsen          | Susanna Tamaro: Geh, wohin dein Herz dich trägt Cathleen Schine: Rameaus Nichte Nadine Gordimer: Niemand, der mit mir geht Aleksandar Tisma: Das Buch Blam Erich Hackl: Sara und Simón                                                                              |
| 37    | 6. Juli 1995       | Mainz                                         | Joachim Kaiser           | Rick Moody: Der Eissturm Marcel Beyer: Flughunde Jorge Semprún: Schreiben oder Leben Ivan Klima: Warten auf Dunkelheit, Warten auf Licht Helga Schütz: Vom Glanz der Elbe                                                                                           |
| 38    | 24. August 1995    | Salzburg                                      | Karl Corino              | Günter Grass: Ein weites Feld Theodor Fontane: Irrungen Wirrungen Antonio Tabucchi: Erklärt Pereira Dietrich Schwanitz: Der Campus Jonathan Lynn: Mayday |
| 39    | 19. Oktober 1995   | Literaturhaus Frankfurt, Frankfurt am Main    | Elke Schmitter           | Christoph Ransmayr: Morbus Kitahara Peter Høeg: Der Plan von der Abschaffung des Dunkels Albert Camus: Der erste Mensch Robert Bober: Was gibt’s Neues vom Krieg? Ingo Schulze: 33 Augenblicke des Glücks                                                           |
| 40    | 14. Dezember 1995  | Palais Harrach, Wien                          | Josef Haslinger          | Luigi Malerba: Die nackten Masken Bernhard Schlink: Der Vorleser Victor Klemperer: Ich will Zeugnis ablegen bis zum Letzten Thomas Mann: Tagebücher 1953–1955 Richard Ford: Unabhängigkeitstag                                                                      |
| 41    | 22. Februar 1996   | Mainz                                         | Peter Glotz              | Alan Isler: Der Prinz der West End Avenue Monika Maron: Animal Triste Hanna Krall: Existenzbeweise Paul Auster: Mr. Vertigo John Updike: Brasilien |
| 42    | 26. April 1996     | Haus des Goethe-Instituts, Prag               | Peter Demetz             | Martin Walser: Finks Krieg Zoé Valdés: Das tägliche Nichts Salman Rushdie: Des Mauren letzter Seufzer Leon de Winter: Serenade Jaroslav Hašek: Die Abenteuer des braven Soldaten Schwejk                                                                            |
| 43    | 13. Juni 1996      | Mainz                                         | Hajo Steinert            | Marlene Streeruwitz: Verführungen Javier Marias: Mein Herz so weiß Imre Kertész: Roman eines Schicksallosen Fleur Jaeggy: Die seligen Jahre der Züchtigung Mario Vargas Llosa: Tod in den Anden                                                                     |
| 44    | 16. August 1996    | Salzburg                                      | Ruth Klüger              | Günter de Bruyn: Vierzig Jahre Ludwig Harig: Wer mit den Wölfen heult António Lobo Antunes: Die natürliche Ordnung der Dinge Hugo Claus: Belladonna Heimito von Doderer: Die Wasserfälle von Slunj                                                                  |
| 45    | 18. Oktober 1996   | Lesesaal der Universitätsbibliothek, Tübingen | Gert Ueding              | Frank McCourt: Die Asche meiner Mutter Philip Roth: Sabbaths Theater Madeleine Bourdouxhe: Gilles’ Frau Markus Werner: Festland Martin Amis: Information |
| 46    | 15. Dezember 1996  | Universität Graz, Graz                        | Klaus Amann              | Michael Roes: Rub’al-Kahli. Leeres Viertel Ilija Trojanow: Die Welt ist groß und Rettung lauert überall John Banville: Athena T.C. Boyle: América William Gaddis: Letzte Instanz                                                                                    |
| 47    | 28. Februar 1997   | Literaturhaus Hamburg, Hamburg                | Hubert Winkels           | Jan Philipp Reemtsma: Im Keller John Updike: Der Mann, der ins Sopranfach wechselte Ulrike Kolb: Roman ohne Held Michail Bulgakow: Der Meister und Margarita Graham Swift: Letzte Runde                                                                             |
| 48    | 25. April 1997     | Römer, Frankfurt am Main                      | Dieter Borchmeyer        | Peter Handke: In einer dunklen Nacht ging ich aus meinem stillen Haus Botho Strauß: Die Fehler des Kopisten Maarten ’t Hart: Das Wüten der ganzen Welt Stewart O’Nan: Engel im Schnee Pat Barker: Niemandsland                                                      |
| 49    | 13. Juni 1997      | Mainz                                         | Kerstin Hensel           | Christoph Ransmayr: Der Weg nach Surabaya Klaus Böldl: Studie in Kristallbildung Gabriel Garcia Márquez: Hundert Jahre Einsamkeit Liana Millu: Der Rauch über Birkenau Claude Ponti: Die große Stille unter dem Schnee                                              |
| 50    | 14. August 1997    | Salzburg                                      | Wendelin Schmidt-Dengler | Arundhati Roy: Der Gott der kleinen Dinge António Lobo Antunes: Das Handbuch der Inquisitoren Tomek Tryzna: Fräulein Niemand Michael Köhlmeier: Kalypso Péter Nádas: Minotauros                                                                                     |
| 51    | 10. Oktober 1997   | Albertina, Wien                               | Klara Obermüller         | John Banville: Der Unberührbare Aleksandar Tisma: Kapo Gianluigi Melega: Von den fortschreitenden Übertretungen des Major Aebi Virginia Woolf: Mrs. Dalloway Friedrich Christian Delius: Amerikahaus und der Tanz um die Frauen                                     |
| 52    | 11. Dezember 1997  | Mainz                                         | Paul Ingendaay           | Birgit Vanderbeke: Alberta empfängt einen Liebhaber Alfred Kerr: Wo liegt Berlin? William Trevor: Die Kinder von Dynmouth Anton Tschechow: Drei kleine Romane Louis Begley: Schmidt                                                                                 |
| 53    | 6. Februar 1998    | Mainz                                         | Peter von Matt           | Javier Marias: Morgen in der Schlacht denk an mich Christoph Hein: Von allem Anfang an Eduard von Keyserling: Wellen Matthias Politycki: Weiberroman Gregor von Rezzori: Mir auf der Spur                                                                           |
| 54    | 24. April 1998     | Literarisches Colloquium Berlin, Berlin       | Jochen Hieber            | Brigitte Reimann: Alles schmeckt nach Abschied Ingo Schulze: Simple Storys Karl August Böttiger: Literarische Zustände und Zeitgenossen Henry James: Washington Square Josef Škvorecký: Eine prima Saison                                                           |
| 55    | 5. Juni 1998       | Weimar                                        | Peter Hamm               | Rafael Chirbes: Der lange Marsch Hans-Ulrich Treichel: Der Verlorene Emine Sevgi Özdamar: Die Brücke vom Goldenen Horn Joseph Conrad: Lord Jim Stewart O’Nan: Die Speed Queen                                                                                       |
| 56    | 14. August 1998    | Salzburg                                      | Andreas Isenschmid       | Martin Walser: Ein springender Brunnen Paul Kornfeld: Blanche oder Das Atelier im Garten Philip Roth: Amerikanisches Idyll Thomas Hürlimann: Der große Kater Julien Green: Mitternacht                                                                              |
| 57    | 30. Oktober 1998   | Wien                                          | Andrea Köhler            | Judith Hermann: Sommerhaus, später Emilie und Theodor Fontane: Der Ehebriefwechsel Ralf Rothmann: Flieh, mein Freund! Kathrin Schmidt: Die Gunnar-Lennefsen-Expedition Ruth Schweikert: Augen zu                                                                    |
| 58    | 11. Dezember 1998  | Mainz                                         | Ingeborg Harms           | Don DeLillo: Unterwelt Louis Begley: Mistlers Abschied Milan Kundera: Die Identität Nick Hornby: About a Boy Petra Morsbach: Opernroman |
| 59    | 5. März 1999       | Mainz                                         | Hans Christoph Buch      | Christoph Peters: Stadt Land Fluss Monika Maron: Pawels Briefe Aleksandar Tisma: Treue und Verrat Thomas Bernhard: Auslöschung Cees Nooteboom: Allerseelen |
| 60    | 23. April 1999     | München                                       | Thomas Steinfeld         | Vladimir Nabokov: Ada oder Das Verlangen Michel Houellebecq: Ausweitung der Kampfzone Viktor Pelewin: Buddhas kleiner Finger Rafael Chirbes: Die schöne Schrift Stephan Wackwitz: Die Wahrheit über Sancho Pansa                                                    |
| 61    | 18. Juni 1999      | Dortmund                                      | Eva Demski               | Sigrid Damm: Christiane und Goethe Erri De Luca: Das Meer der Erinnerung Ernst Weiß: Der arme Verschwender Hanna Krall: Da ist kein Fluss mehr James Salter: Dämmerung                                                                                              |
| 62    | 13. August 1999    | Salzburg                                      | Konstanze Fliedl         | Günter Grass: Mein Jahrhundert Antonio Lobo Antunes: Anweisung an die Krokodile Birgit Vanderbeke: Ich sehe was, du nicht siehst Marguerite Yourcenar: Ich zähmte die Wölfin Arthur Schnitzler: Spiel im Morgengrauen                                               |
| 63    | 26. August 1999    | Salzburg                                      |                          | Extraausgabe zum 250. Geburtstag von Johann Wolfgang von Goethe |
| 64    | 29. Oktober 1999   | Wiener Rathaus, Wien                          | Ulrich Greiner           | Toni Morrison: Paradies Sándor Márai: Die Glut Gert Ledig: Vergeltung Imre Kertész: Fiasko Arnold Stadler: Ein hinreißender Schrotthändler |
| 65    | 10. Dezember 1999  | Mainz                                         | Verena Auffermann        | Michel Houellebecq: Elementarteilchen Gilbert Adair: Blindband Thomas Lehr: Nabokovs Katze Peter Stamm: Blitzeis Dragan Velikic: Dante-Platz |
| 66    | 25. Februar 2000   | Gutenberg-Pavillon, Mainz                     | Jürgen Busche            | Bernhard Schlink: Liebesfluchten John Maxwell Coetzee: Schande Hans-Ulrich Treichel: Tristanakkord Manuel Rivas: Der Bleistift des Zimmermanns Margriet de Moor: Die Verabredung                                                                                    |
| 67    | 14. April 2000     | Mainz                                         | Uwe Wittstock            | Elke Schmitter: Frau Sartoris Ford Madox Ford: Die allertraurigste Geschichte Maxim Biller: Die Tochter Michael Schindhelm: Roberts Reise Raymond Carver: Würdest du bitte endlich still sein, bitte                                                                |
| 68    | 30. Juni 2000      | Expo, Hannover                                | Mathias Schreiber        | Christoph Hein: Willenbrock Haruki Murakami: Gefährliche Geliebte Paula Fox: Was am Ende bleibt Susanne Riedel: Kains Töchter Jean-Marie Gustave Le Clézio: Ein Ort fernab der Welt                                                                                 |
| 69    | 18. August 2000    | Salzburg                                      | Elke Heidenreich         | Urs Widmer: Der Geliebte der Mutter Zeruya Shalev: Liebesleben Michael Kumpfmüller: Hampels Fluchten Julia Franck: Bauchlandung Jean Echenoz: Ich gehe jetzt |
| 70    | 27. Oktober 2000   | Wien                                          | Ursula März              | Elfriede Jelinek: Gier Olga Tokarczuk: Ur und andere Zeiten Magdalena Tulli: In Rot Brigitte Kronauer: Teufelsbrück Lorrie Moore: Was man von einigen Leuten nicht behaupten kann                                                                                   |
| 71    | 15. Dezember 2000  |                                               | Tilman Spengler          | Julien Green: Adrienne Mesurat Rafael Chirbes: Der Fall von Madrid Andreas Maier: Wäldchestag Jörg Steiner: Wer tanzt schon gern zu Schostakowitsch? Dieter Wellershoff: Der Liebeswunsch                                                                           |
| 72    | 2. März 2001       | Köln                                          | Elke Schmitter           | Sebastian Haffner: Geschichte eines Deutschen Tim Parks: Schicksal Peter Härtling: Hoffmann oder die vielfältige Liebe Haruki Murakami: Naokos Lächeln Adolf Muschg: Sutters Glück                                                                                  |
| 73    | 4. Mai 2001        | Literaturhaus Hamburg, Hamburg                | Antje Kunstmann          | Per Olov Enquist: Der Besuch des Leibarztes Iwan Bunin: Liebe und andere Unglücksfälle Milan Kundera: Die Unwissenheit Patrick Roth: Die Nacht der Zeitlosen Don DeLillo: Körperzeit                                                                                |
| 74    | 22. Juni 2001      |                                               | Michael Krüger           | Zeruya Shalev: Mann und Frau Martin Kessel: Herrn Brechers Fiasko Guy de Maupassant: Stark wie der Tod Georg Klein: Barbar Rosa Alistair MacLeod: Land der Bäume |
| 75    | 17. August 2001    |                                               | Robert Schindel          | Thomas Hürlimann: Fräulein Stark Wilhelm Genazino: Ein Regenschirm für diesen Tag Sven Regener: Herr Lehmann Robert Menasse: Die Vertreibung aus der Hölle Peter Stamm: Ungefähre Landschaft                                                                        |
| 76    | 19. Oktober 2001   | Wien                                          | Josef Haslinger          | Ulla Hahn: Das verborgene Wort Bodo Kirchhoff: Parlando Josef Winkler: Natura morta Bernhard Schlink: Selbs Mord Rainer Merkel: Das Jahr der Wunder |
| 77    | 14. Dezember 2001  | Schloss Bellevue, Berlin                      | Jürgen Busche            | Durs Grünbein: Das erste Jahr Ralf Rothmann: Ein Winter unter Hirschen Margit Schreiner: Haus, Frauen, Sex Christoph Peters: Kommen und gehen, manchmal bleiben Johann Wolfgang von Goethe: Die Leiden des jungen Werthers                                          |

### Sondersendungen (2005, 2006)
| Folge | Datum           | Sendeort   | Gast             | Besprochene Bücher                                                                                               |
| ----- | --------------- | ---------- | ---------------- | --- |
| 0S1   | 29. April 2005  | Wiesbaden  | Elke Heidenreich | Sondersendung zum 200. Todestag von Friedrich Schiller Don Karlos, Wallenstein, Die Räuber, Kabale und Liebe     |
| 0S2   | 17. August 2005 | Travemünde | Robert Gernhardt | Sondersendung zum 50. Todestag von Thomas Mann Tristan, Der Tod in Venedig, Mario und der Zauberer, Tonio Kröger |
| 0S3   | 3. Februar 2006 | Hamburg    | Monika Maron     | Sondersendung zum 150. Todestag von Heinrich Heine                                                               |
| 0S4   | 11. August 2006 | Wiesbaden  | Peter Rühmkorf   | Sondersendung zum 50. Todestag von Bertolt Brecht                                                                |

### Neuauflage (2015–2019)
| Folge | Datum             | Sendeort                                 | Gast                                    | Besprochene Bücher |
| ----- | ----------------- | ---------------------------------------- | --------------------------------------- | --- |
| 01    | 2. Oktober 2015   | Berliner Ensemble, Berlin                | Juli Zeh                                | Péter Gárdos: Fieber am Morgen Karl Ove Knausgård: Träumen Chigozie Obioma: Der dunkle Fluss Ilija Trojanow: Macht und Widerstand                                                              |
| 02    | 6. November 2015  | Berliner Ensemble, Berlin                | Ursula März                             | Tilmann Lahme: Die Manns – Geschichte einer Familie Verena Lueken: Alles zählt Boris Wiktorowitsch Sawinkow: Das fahle Pferd Zeruya Shalev: Schmerz                                            |
| 03    | 11. Dezember 2015 | Berliner Ensemble, Berlin                | Daniel Cohn-Bendit                      | Durs Grünbein: Die Jahre im Zoo Jane Gardam: Ein untadeliger Mann Bov Bjerg: Auerhaus Martin Amis: Interessengebiet                                                                            |
| 04    | 26. Februar 2016  | Berliner Ensemble, Berlin                | Eva Menasse (ohne Christine Westermann) | Benjamin von Stuckrad-Barre: Panikherz Antonia Baum: Tony Soprano stirbt nicht Anthony Powell: Eine Frage der Erziehung Etgar Keret: Die sieben guten Jahre – Mein Leben als Vater und Sohn    |
| 05    | 29. April 2016    | Berliner Ensemble, Berlin                | Uwe Wittstock                           | David Grossman: Kommt ein Pferd in die Bar John Irving: Straße der Wunder Saša Stanišić: Fallensteller Nell Zink: Der Mauerläufer                                                              |
| 06    | 24. Juni 2016     | Berliner Ensemble, Berlin                | Thea Dorn                               | Juli Zeh: Unterleuten Jonas Karlsson: Das Zimmer Jörg Magenau: Princeton 66. Die abenteuerliche Reise der Gruppe 47 Lucia Berlin: Was ich sonst noch verpasst habe                             |
| 07    | 26. August 2016   | Berliner Ensemble, Berlin                | Mara Delius                             | Elena Ferrante: Meine geniale Freundin Han Kang: Die Vegetarierin Emma Cline: The Girls Elizabeth Strout: Die Unvollkommenheit der Liebe                                                       |
| 08    | 14. Oktober 2016  | Berliner Ensemble, Berlin                | Thomas Glavinic                         | André Kubiczek: Skizze eines Sommers John Burnside: Wie alle anderen Ismail Kadare: Die Dämmerung der Steppengötter Thomas Melle: Die Welt im Rücken                                           |
| 09    | 9. Dezember 2016  | Berliner Ensemble, Berlin                | Axel Hacke                              | Christoph Ransmayr: Cox oder Der Lauf der Zeit Joan Didion: Sentimentale Reisen Lew Tolstoi: Auferstehung John Fante: 1933 war ein schlimmes Jahr                                              |
| 10    | 3. März 2017      | Berliner Ensemble, Berlin                | Elke Schmitter                          | Julian Barnes: Der Lärm der Zeit Chris Kraus: I love Dick Martin Walser: Statt etwas oder Der letzte Rank Hanya Yanagihara: Ein wenig Leben                                                    |
| 11    | 5. Mai 2017       | Berliner Ensemble, Berlin                | Claus Peymann                           | Margaret Atwood: Hexensaat Christoph Hein: Trutz Barney Norris: Hier treffen sich fünf Flüsse Toni Morrison: Gott, hilf dem Kind                                                               |
| 12    | 16. Juni 2017     | Berliner Ensemble, Berlin                | Ulrich Matthes                          | Maeve Brennan: Sämtliche Erzählungen Oskar Maria Graf: Minutengeschichten Lawrence Osborne: Denen man vergibt Julia Wolf: Walter Nowak bleibt liegen                                           |
| 13    | 11. August 2017   | Berliner Ensemble, Berlin                | Ijoma Mangold                           | Virginie Despentes: Das Leben des Vernon Subutex Richard Ford: Zwischen ihnen Franzobel: Das Floß der Medusa Paulus Hochgatterer: Der Tag, an dem mein Großvater ein Held war                  |
| 14    | 13. Oktober 2017  | Frankfurter Buchmesse, Frankfurt am Main | Johannes Willms                         | Annie Ernaux: Die Jahre Sonja Heiss: Rimini Daniel Kehlmann: Tyll Salman Rushdie: Golden House                                                                                                 |
| 15    | 8. Dezember 2017  | Berliner Ensemble, Berlin                | Thomas Gottschalk                       | Joachim Meyerhoff: Die Zweisamkeit der Einzelgänger Peter Handke: Die Obstdiebin Stephen und Owen King: Sleeping Beauties Ina Hartwig: Biographie in Bruchstücken                              |
| 16    | 2. März 2018      | Berliner Ensemble, Berlin                | Philipp Tingler                         | James Baldwin: Von dieser Welt Felicitas Hoppe: Prawda. Eine amerikanische Reise Monika Maron: Munin oder Chaos im Kopf Jon McGregor: Speicher 13                                              |
| 17    | 20. April 2018    | Berliner Ensemble, Berlin                | Katharina Teutsch                       | Eshkol Nevo: Über uns Johann Scheerer: Wir sind dann wohl die Angehörigen: Die Geschichte einer Entführung Éric Vuillard: Die Tagesordnung Serhij Zhadan: Internat                             |
| 18    | 22. Juni 2018     | Berliner Ensemble, Berlin                | Martin Schulz                           | Arthur Koestler: Sonnenfinsternis Francesca Melandri: Alle, außer mir George Saunders: Lincoln im Bardo Heinrich Steinfest: Die Büglerin                                                       |
| 19    | 10. August 2018   | Berliner Ensemble, Berlin                | Marianna Salzmann                       | Maxim Biller: Sechs Koffer Emmanuel Carrère: Der Widersacher Michael Ondaatje: Kriegslicht Albertine Sarrazin: Der Ausbruch                                                                    |
| 20    | 12. Oktober 2018  | Frankfurter Buchmesse, Frankfurt am Main | Denis Scheck                            | Karen Duve: Fräulein Nettes kurzer Sommer Richard Powers: Die Wurzeln des Lebens Stephan Thome: Gott der Barbaren David Foster Wallace: Der Spaß an der Sache – alle Essays                    |
| 21    | 7. Dezember 2018  | Berliner Ensemble, Berlin                | Ulrich Matthes                          | Sebastian Barry: Tage ohne Ende Hilmar Klute: Was dann nachher so schön fliegt Minna Rytisalo: Lempi, das heißt Liebe Maria Stepanova: Nach dem Gedächtnis                                     |
| 22    | 1. März 2019      | Berliner Ensemble, Berlin                | Robert Habeck                           | Michel Houellebecq: Serotonin Gabriele Tergit: Effingers Hanya Yanagihara: Das Volk der Bäume T. C. Boyle: Das Licht                                                                           |
| 23    | 12. April 2019    | Berliner Ensemble, Berlin                | Sandra Kegel                            | César Aira: Was habe ich gelacht Yishai Sarid: Monster Saša Stanišić: Herkunft Anke Stelling: Schäfchen im Trockenen                                                                           |
| 24    | 14. Juni 2019     | Berliner Ensemble, Berlin                | Joachim Meyerhoff                       | Alina Bronsky: Der Zopf meiner Großmutter Jochen Schmidt: Ein Auftrag für Otto Kwant Raymond Queneau: Zazie in der Metro Colson Whitehead: Die Nickel Boys                                     |
| 25    | 9. August 2019    | Berliner Ensemble, Berlin                | Svenja Flaßpöhler                       | Sorj Chalandon: Am Tag davor Norbert Gstrein: Als ich jung war Brigitte Kronauer: Das Schöne, Schäbige, Schwankende Martin Simons: Jetzt noch nicht, aber irgendwann schon                     |
| 26    | 18. Oktober 2019  | Frankfurter Buchmesse, Frankfurt am Main | Sibylle Berg                            | Nick Drnaso: Sabrina Eugen Ruge: Metropol Norbert Scheuer: Winterbienen Nora Bossong: Schutzzone                                                                                               |
| 27    | 6. Dezember 2019  | Berliner Ensemble, Berlin                | Matthias Brandt                         | John Burnside: Über Liebe und Magie – I put a spell on you Theodor Fontane: Effi Briest Katja Oskamp: Marzahn, mon amour. Geschichten einer Fußpflegerin Thomas Pletzinger: The Great Nowitzki |

### Neuausrichtung (seit 2020)
| Folge | Datum              | Sendeort                                 | Gäste | Besprochene Bücher |
| ----- | ------------------ | ---------------------------------------- | --- | --- |
| 01    | 6. März 2020       | Berliner Ensemble, Berlin                | Marion Brasch Vea Kaiser Jakob Augstein                                                                                | Ingo Schulze: Die rechtschaffenen Mörder Moritz von Uslar: Nochmal Deutschboden Colm Tóibín: Haus der Namen Vicki Baum: Vor Rehen wird gewarnt                                                                   |
| 02    | 1. Mai 2020        | Berliner Ensemble, Berlin                | Eva Menasse Matthias Brandt Eugen Ruge                                                                                 | Adeline Dieudonné: Das wirkliche Leben Hans Jakob Christoffel von Grimmelshausen: Der abenteuerliche Simplicissimus Deutsch Gabriel García Márquez: Hundert Jahre Einsamkeit Elizabeth Strout: Die langen Abende |
| 03    | 5. Juni 2020       | Berliner Ensemble, Berlin                | Juli Zeh Jan Fleischhauer Sven Regener                                                                                 | Susanne Kerckhoff: Berliner Briefe Antonio Scurati: M. Der Sohn des Jahrhunderts Rob van Essen: Der gute Sohn Cécile Wajsbrot: Zerstörung                                                                        |
| 04    | 28. August 2020    | Berliner Ensemble, Berlin                | Dörte Hansen Christian Berkel Vea Kaiser                                                                               | Kate Elizabeth Russell: Meine dunkle Vanessa Annie Ernaux: Die Scham Samanta Schweblin: Hundert Augen Robert Seethaler: Der letzte Satz                                                                          |
| 05    | 9. Oktober 2020    | Berliner Ensemble, Berlin                | Bernhard Schlink Sibylle Lewitscharoff Juli Zeh                                                                        | Monika Maron: Artur Lanz Gertrud Leutenegger: Späte Gäste Richard Russo: Sh*tshow Verena Keßler: Die Gespenster von Demmin                                                                                       |
| 06    | 4. Dezember 2020   | Berliner Ensemble, Berlin                | Lisa Eckhart Ulrich Matthes Andrea Petković                                                                            | Don DeLillo: Die Stille Michel Houellebecq: Ein bisschen schlechter – Neue Interventionen Minka Pradelski: Es wird wieder Tag Elif Shafak: Schau mich an                                                         |
| 07    | 26. Februar 2021   | Berliner Ensemble, Berlin                | Juli Zeh Sibylle Lewitscharoff Jagoda Marinić                                                                          | Claudia Durastanti: Die Fremde George Orwell: 1984 Martin Mosebach: Krass Amy Waldman: Das ferne Feuer |
| 08    | 9. April 2021      | Berliner Ensemble, Berlin                | Dörte Hansen Marko Martin Moritz von Uslar                                                                             | Kazuo Ishiguro: Klara und die Sonne Christian Kracht: Eurotrash Yishai Sarid: Siegerin Tina Uebel: Dann sind wir Helden                                                                                          |
| 09    | 14. Mai 2021       | Berliner Ensemble, Berlin                | Eva Menasse Vea Kaiser Götz Alsmann                                                                                    | Mathias Enard: Das Jahresbankett der Totengräber Iwan Gontscharow: Eine gewöhnliche Geschichte Joyce Carol Oates: Blond, überarbeitete Neuausgabe Helga Schubert: Vom Aufstehen                                  |
| 10    | 27. August 2021    | Berliner Ensemble, Berlin                | Christian Berkel Ijoma Mangold David Schalko                                                                           | Jenny Erpenbeck: Kairos Eva Menasse: Dunkelblum Sigrid Nunez: Was fehlt dir Klaus Pohl: Sein oder Nichtsein |
| 11    | 15. Oktober 2021   | Berliner Ensemble, Berlin                | Juli Zeh Mithu Sanyal Philipp Tingler                                                                                  | Dave Eggers: Every Sasha Marianna Salzmann: Im Menschen muss alles herrlich sein Jonathan Franzen: Crossroads Honoré de Balzac: Traumreisen                                                                      |
| 12    | 3. Dezember 2021   | Berliner Ensemble, Berlin                | Adam Soboczynski Vea Kaiser Jakob Augstein                                                                             | Edgar Selge: Hast du uns endlich gefunden Joanne K. Rowling: Jacks wundersame Reise mit dem Weihnachtsschwein Stefan Zweig: Ungeduld des Herzens Marie NDiaye: Die Rache ist mein                                |
| 13    | 4. März 2022       | Berliner Ensemble, Berlin                | Juli Zeh Ijoma Mangold Philipp Tingler (ohne Thea Dorn)                                                                | Wolf Haas: Müll Emmanuel Carrère: Yoga Yasmina Reza: Serge Andreas Stichmann: Eine Liebe in Pjöngjang |
| 14    | 8. April 2022      | Berliner Ensemble, Berlin                | Vea Kaiser Christian Berkel Cornelius Pollmer                                                                          | Szczepan Twardoch: Demut Fatma Aydemir: Dschinns Hendrik Bolz: Nullerjahre Karl Ove Knausgård: Der Morgenstern                                                                                                   |
| 15    | 23. April 2022     | Berliner Ensemble, Berlin                | Sarah Akinsola, 21 Jahre, Studentin Conrad Henzler, 16 Jahre, Schüler Luca Siller, 17 Jahre, Schüler                   | U21-Spezial zum Welttag des Buches Benedict Wells: Hard Land Kacen Callender: Felix Ever After Sibylle Berg: GRM. Brainfuck Albert Camus: Der Fremde                                                             |
| 16    | 26. Mai 2022       | Berliner Ensemble, Berlin                | Eva Menasse Moritz von Uslar Jakob Augstein                                                                            | Madame Nielsen: Lamento Andreas Bernard: Wir gingen raus und spielten Fußball Adania Shibli: Eine Nebensache Uwe Tellkamp: Der Schlaf in den Uhren                                                               |
| 17    | 26. August 2022    | Berliner Ensemble, Berlin                | Vea Kaiser Deniz Yücel Adam Soboczynski                                                                                | Alain Claude Sulzer: Doppelleben Ralf Rothmann: Die Nacht unterm Schnee Giulia Caminito: Das Wasser des Sees ist niemals süß Salman Rushdie: Die satanischen Verse                                               |
| 18    | 14. Oktober 2022   | Berliner Ensemble, Berlin                | Joachim Meyerhoff Mithu Sanyal Philipp Tingler                                                                         | Martin Mosebach: Taube und Wildente Christine Koschmieder: Dry Alex Schulman: Verbrenn all meine Briefe Ian McEwan: Lektionen                                                                                    |
| 19    | 2. Dezember 2022   | Berliner Ensemble, Berlin                | Eva Menasse Juli Zeh Adam Soboczynski                                                                                  | John Burnside: So etwas wie Glück Karen Duve: Sisi Ingeborg Bachmann, Max Frisch: „Wir haben es nicht gut gemacht.“ Der Briefwechsel Ursula Fricker: Gesund genug                                                |
| 20    | 27. Januar 2023    | Berliner Ensemble, Berlin                | Shelly Kupferberg Jakob Augstein Ijoma Mangold                                                                         | Virginie Despentes: Liebes Arschloch Ljudmila Jewgenjewna Ulizkaja: Die Erinnerung nicht vergessen Bret Easton Ellis: The Shards Knut Hamsun: Hunger                                                             |
| 21    | 31. März 2023      | Berliner Ensemble, Berlin                | Jenny Erpenbeck Adam Soboczynski Philipp Tingler                                                                       | Clemens J. Setz: Monde vor der Landung Arno Geiger: Das glückliche Geheimnis Éric Vuillard: Ein ehrenhafter Abgang Joy Williams: Stories                                                                         |
| 22    | 28. April 2023     | Leipziger Buchmesse, Leipzig             | Cara Platte, 16 Jahre, Schülerin Julius Benedikt Zimmermann, 17 Jahre, Schüler Nick Aljoscha Adolff, 16 Jahre, Schüler | U21-Spezial Mary Shelley: Frankenstein Erich Kästner: Fabian Giuliano da Empoli: Der Magier im Kreml Douglas Stuart: Young Mungo                                                                                 |
| 23    | 5. Mai 2023        | Berliner Ensemble, Berlin                | Eva Menasse Cornelius Pollmer Juli Zeh                                                                                 | Julia Schoch: Das Liebespaar des Jahrhunderts Daniel Glattauer: Die spürst Du nicht Eugen Ruge: Pompeji oder Die fünf Reden des Jowna Benjamin von Stuckrad-Barre: Noch wach?                                    |
| 24    | 15. September 2023 | Berliner Ensemble, Berlin                | Cara Platte Juli Zeh Adam Soboczynski                                                                                  | Steffen Kopetzky: Damenopfer Nele Pollatschek: Kleine Probleme Thomas Hettche: Sinkende Sterne Emmanuel Carrère: V13 – Die Terroranschläge in Paris                                                              |
| 25    | 13. Oktober 2023   | Berliner Ensemble, Berlin                | Eva Menasse Mithu Sanyal Jakob Augstein                                                                                | Daniel Kehlmann: Lichtspiel Charlotte Gneuß: Gittersee Deniz Utlu: Vaters Meer Louis-Ferdinand Céline: Krieg |
| 26    | 1. Dezember 2023   | Berliner Ensemble, Berlin                | Nele Pollatschek Jagoda Marinić Philipp Tingler                                                                        | Durs Grünbein: Der Komet Zadie Smith: Betrug Tijan Sila: Radio Sarajevo Benjamín Labatut: Maniac |
| 27    | 2. Februar 2024    | Berliner Ensemble, Berlin                | Eva Menasse Svenja Flaßpöhler Adam Soboczynski                                                                         | Haruki Murakami: Die Stadt und ihre ungewisse Mauer Nathan Hill: Wellness Bodo Kirchhoff: Seit er sein Leben mit einem Tier teilt Diane Oliver: Nachbarn                                                         |
| 28    | 15. März 2024      | Berliner Ensemble, Berlin                | Iris Radisch Cornelius Pollmer Jan Fleischhauer                                                                        | Timon Karl Kaleyta: Heilung Julien Green: Treibgut Barbara Kingsolver: Demon Copperhead Stephan Wackwitz: Geheimnis der Rückkehr                                                                                 |
| 29    | 17. Mai 2024       | Berliner Ensemble, Berlin                | Salman Rushdie Juli Zeh Deniz Yücel                                                                                    | Franz Kafka: Die Verwandlung Bernardine Evaristo: Zuleika George Saunders: Tag der Befreiung Gabriel García Márquez: Wir sehen uns im August                                                                     |
| 30    | 13. September 2024 | Berliner Ensemble, Berlin                | Iris Radisch Jakob Augstein Philipp Tingler                                                                            | Arno Geiger: Reisen nach Laredo Nora Bossong: Reichskanzlerplatz Alexander Schimmelbusch: Karma Francesca Melandri: Kalte Füße                                                                                   |
| 31    | 11. Oktober 2024   | Berliner Ensemble, Berlin                | Adam Soboczynski Katrin Schumacher Lukas Rietzschel                                                                    | Ruth-Maria Thomas: Die schönste Version Martina Hefter: Hey guten Morgen, wie geht es dir? David Wagner: Verkin Sebastian Barry: Jenseits aller Zeit                                                             |
| 32    | 18. Oktober 2024   | Frankfurter Buchmesse, Frankfurt am Main | Clara Christ, 16 Jahre, Schülerin Emilia Ebeling, 18 Jahre, Schülerin Pauline Lätsch, 17 Jahre, Schülerin              | U21-Spezial Rebecca F. Kuang: Yellowface Jenny Hval: Perlenbrauerei Domenico Müllensiefen: Schnall dich an, es geht los Donatella Di Pietrantonio: Die zerbrechliche Zeit                                        |
| 33    | 6. Dezember 2024   | Berliner Ensemble, Berlin                | Eva Menasse Juli Zeh Ijoma Mangold                                                                                     | Zora del Buono: Seinetwegen Ulrike Draesner: zu lieben Joachim Meyerhoff: Man kann auch in die Höhe fallen Tove Ditlevsen: Vilhelms Zimmer                                                                       |
| 34    | 7. Februar 2025    | Berliner Ensemble, Berlin                | Mara Delius Franzobel Adam Soboczynski                                                                                 | Julia Schoch: Wild nach einem wilden Traum Wolf Haas: Wackelkontakt Ismail Kadare: Der Anruf Zach Williams: Es werden schöne Tage kommen                                                                         |
| 35    | 21. März 2025      | Berliner Ensemble, Berlin                | Eva Menasse Philipp Tingler Johannes B. Kerner                                                                         | Yasmina Reza: Die Rückseite des Lebens Helene Hegemann: Striker Christian Kracht: Air F. Scott Fitzgerald: Der große Gatsby                                                                                      |
| 36    | 16. Mai 2025       | Berliner Ensemble, Berlin                | Iris Radisch Wolfram Eilenberger Hilmar Klute                                                                          | Emmanuel Carrère: Ich lebe und ihr seid tot. Die Parallelwelten des Philip K. Dick Rachel Kushner: See der Schöpfung Nell Zink: Sister Europe Thomas Mann: Der Zauberberg                                        |
| 37    | 12. September 2025 | Berliner Ensemble, Berlin                | | |

## Bibliographie
- Das Literarische Quartett. Mitschrift aller 77 Sendungen. 3 Bände, 1.952 Seiten. Directmedia, Berlin. ISBN 3-89853-301-8.
- Das Literarische Quartett. Volltext mit 16 Stunden MP3-Aufnahmen. CD-ROM aus der Reihe Digitale Bibliothek. Directmedia, Berlin, ISBN 3-89853-526-6.